# Jean Goedert

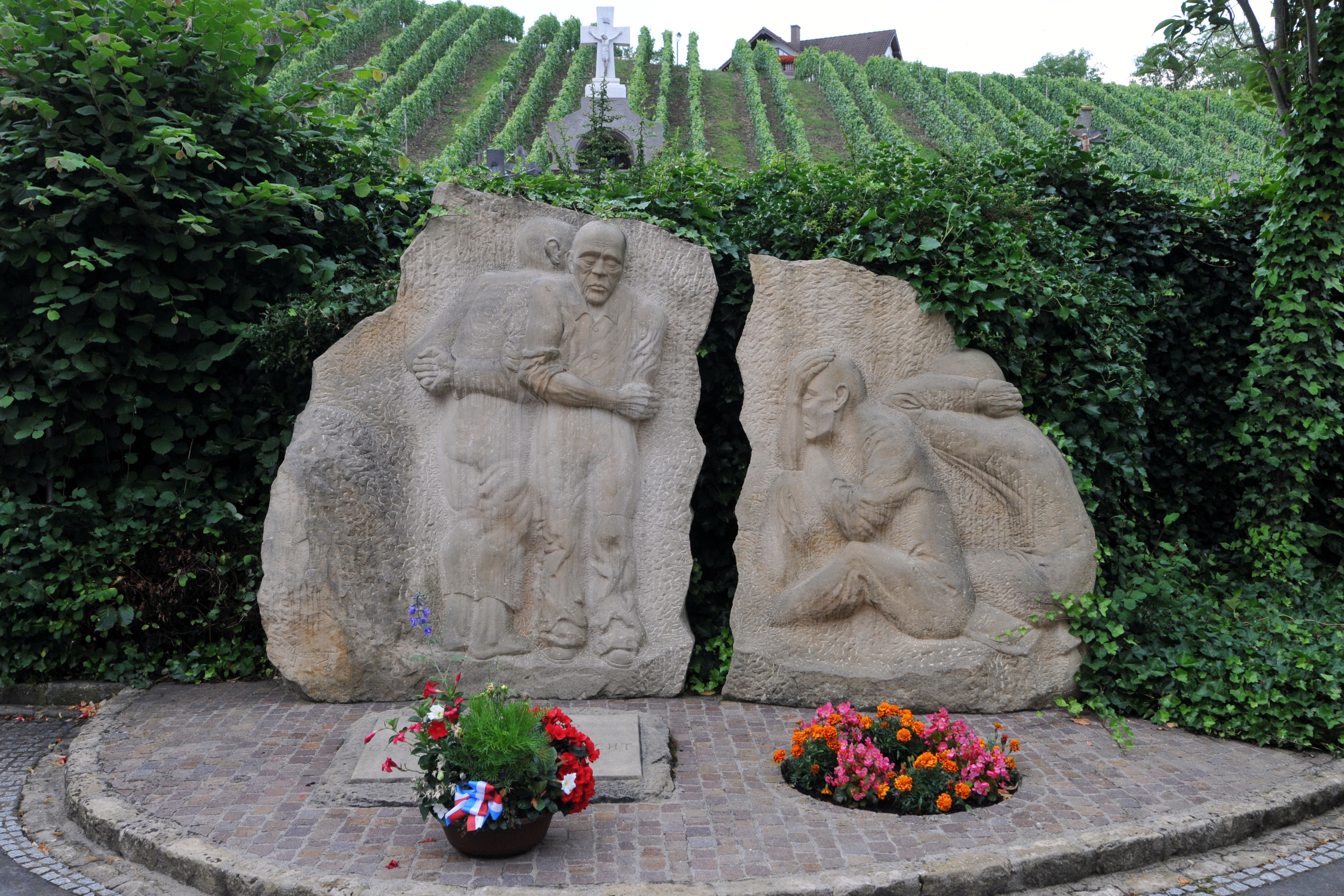
Monument aux morts (1985) in Bech-Kleinmacher

Jean Goedert (Clervaux, 20 november 1943 – Esch-sur-Alzette, 22 september 1998) was een Luxemburgs beeldhouwer en kunstschilder.

## Leven en werk
Jean Goedert werd opgeleid aan de Koninklijke Academie voor Schone Kunsten van Luik, kreeg privélessen van Georges Debatty en René Julien en volgde een beeldhouwcursus van Ralph Brown aan de internationale zomeracademie in Salzburg.  Hij gaf kunstonderwijs aan het Lycée Technique des Arts et Métiers in de stad Luxemburg.
Goedert gebruikte in zijn schilderwerken elementen van het neorealisme, het symbolisme en het surrealisme om bloemen, landschappen en portretten op doek vast te leggen. Hij beeldhouwde daarnaast, maakte hij boekillustraties en ontwierp een aantal postzegels voor de Luxemburgse Post. In 1972 toonde hij ruim 60 schilderijen, tekeningen en beeldhouwwerken bij Villa Vauban. Volgens kunstcriticus Joseph Walentiny werden de getoonde werken van Goedert "gekenmerkt door een surrealisme dat enkele pessimistische tendensen van de moderne kunst weerspiegelt". Hij was lid van de Cercle Artistique de Luxembourg en nam sinds 1973 deel aan de salons van de kunstenaarsvereniging. In 1980 had hij een solo-expositie in de feestzaal van de gemeente Clervaux. Goedert ontving voor zijn werk de Conrad Chapman-prijs in Brussel (1982) en de Prix Artistique Ardennes-Eiffel (1983).
Jean Goedert overleed op 44-jarige leeftijd.

## Enkele werken
- 1985 Monument aux morts in Bech-Kleinmacher.
- 1987 monument voor auteur Georges Gillen (1831-1904) in Clervaux.
- 1989 ontwerp postzegel voor het honderdjarig bestaan van de Interparlementaire Unie.
- 1990 ontwerp postzegel ter herinnering aan journalist en auteur Batty Weber (1860-1940).
- 1990 ontwerp postzegel met als thema telecommunicatie.

- Musée national d'archéologie, d'histoire et d'art: lkl004195